# Renée d'Autriche-Teschen
L'archiduchesse Renée d'Autriche-Teschen (2 janvier 1888 - 9 décembre 1935) est la fille de l'archiduc Charles-Étienne de Teschen et la cousine du roi Alphonse XIII d'Espagne. Membre de la branche de Teschen de la maison de Habsbourg-Lorraine, archiduchesse d'Autriche et princesse de Bohême, de Hongrie et de Toscane de naissance, elle renonce à ses titres en 1909 lors de son mariage avec le prince Jérôme Radziwill. 

## Jeunesse
L'archiduchesse Renée était la deuxième fille de l'archiduc Charles-Étienne de Teschen et de son épouse, l'archiduchesse Marie-Thérèse de Habsbourg-Toscane. Ses parents étaient étroitement liés à l'empereur François-Joseph. Son père était le petit-fils de Charles-Louis d'Autriche-Teschen, qui avait dirigé les armées autrichiennes contre Napoléon Bonaparte, et le frère de la reine d'Espagne Marie-Christine d'Autriche. Sa mère était la petite-fille de Léopold II, dernier grand-duc régnant de Toscane, et du roi Ferdinand II des Deux-Siciles. 

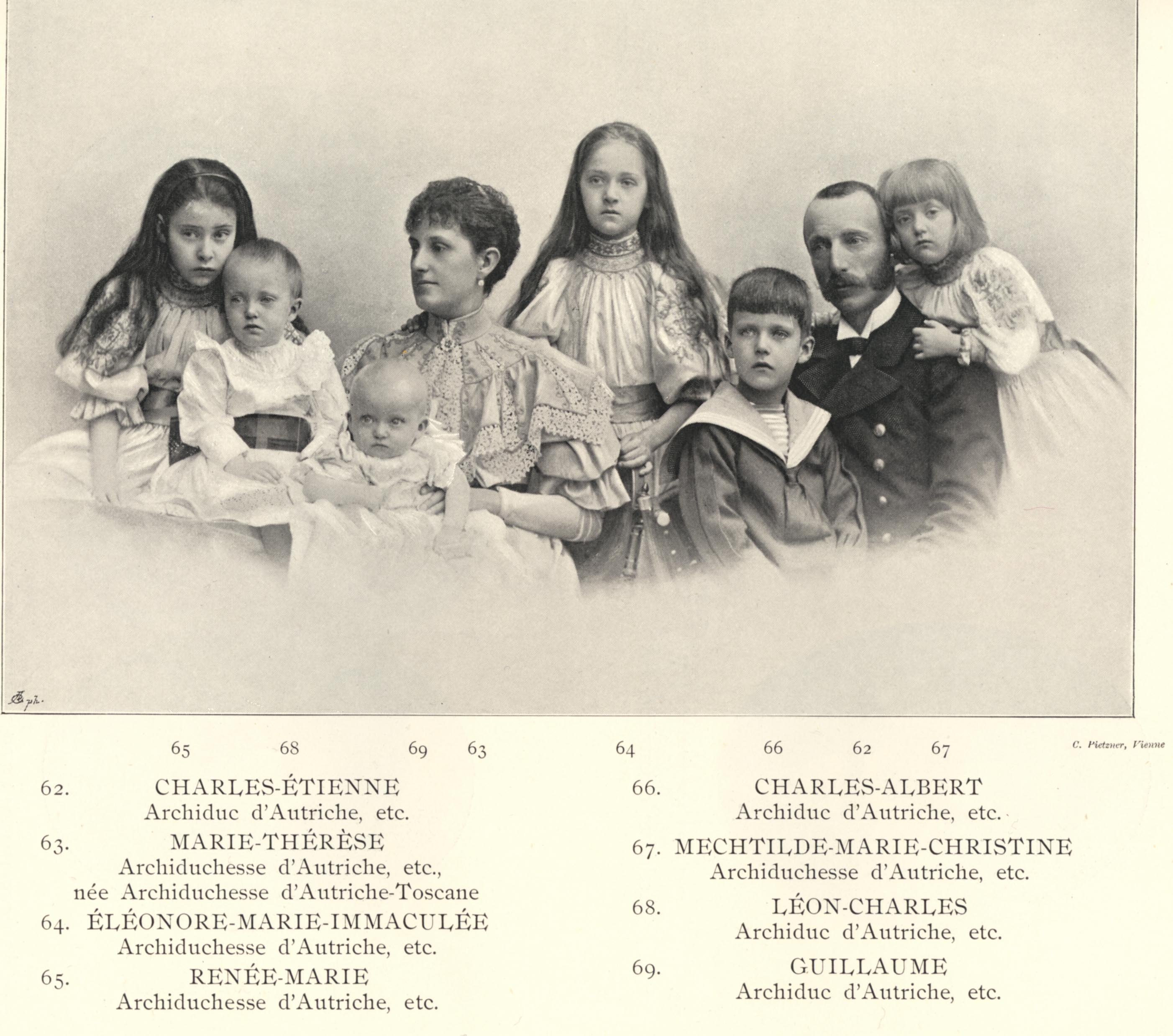
L'archiduchesse Renée (à gauche) et sa famille en 1896.

Renée a été instruite par des précepteurs, qui ont mis un accent particulier sur les langues. Elle a appris l'allemand, l'italien, l'anglais, le français et, à partir de 1895, le polonais. Son père avait fait sa carrière dans la marine autrichienne et elle a principalement passée sa jeunesse en Istrie, dans le port alors autrichien de Pula, sur l'Adriatique. Son père était très riche et la famille avait une résidence d'hiver sur l'île de Losinj en Adriatique, un palais à Vienne et il hérita en 1895 de l'archiduc Albert de Teschen de vastes propriétés en Galicie. À partir de 1907, la résidence principale de la famille était au château de Żywiec, dans l'ouest de la Galicie.

## Mariage

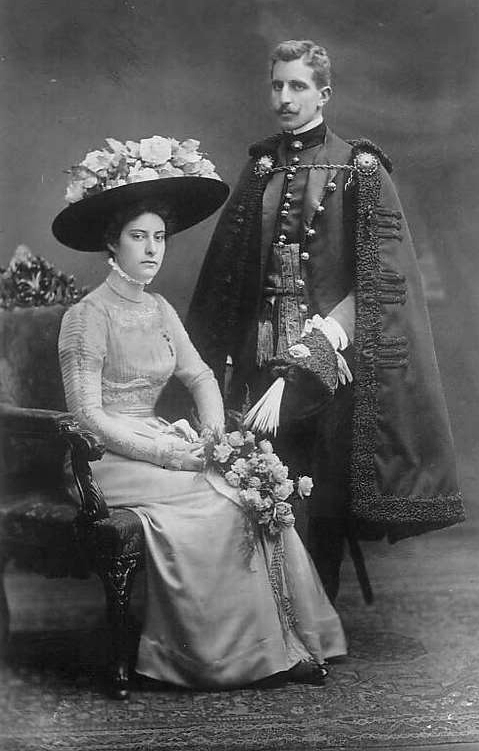
L'archiduchesse Renée et son mari le prince Jérôme Radziwill, 1909.

L'archiduc Charles-Étienne a mis de côté sa carrière dans la marine pour concentrer ses ambitions à la création d'une branche polonaise de la maison des Habsbourg-Lorraine. Il a encouragé tous ses enfants à devenir polonais et l'archiduchesse Renée a donc épousé l'un des propriétaires fonciers les plus riches de Pologne, le prince Jérôme Radziwill. Leurs fiançailles sont annoncées en septembre 1908. La famille Radziwiłł était l'une des familles les plus distinguées de Pologne, mais ce n'était pas une famille souveraine, et Renée a donc dû renoncer à tous ses titres, ainsi qu'au prédicat d'altesse impériale et royale. Ils ont signé un accord prénuptial prévoyant la séparation de leurs biens. Le mariage a eu lieu le 15 janvier 1909 dans la chapelle du château de Żywiec.
Ils ont eu six enfants et vivaient au château de Balice, l'un des domaines de Radziwiłł. Son fils aîné, Dominique, a épousé la princesse Eugénie de Grèce en 1938.  
Avec la défaite et la dissolution de l'Empire austro-hongrois après la Première Guerre mondiale, le destin de sa famille se retrouva encore plus étroitement lié à la Pologne.  
L'archiduchesse mourut le 16 mai 1935 au château de Balice. Son mari lui a survécu pendant dix ans et s'est remarié. Vers la fin de la Seconde Guerre mondiale, il a été capturé par les troupes russes et a été emmené derrière le rideau de fer. Il est décédé dans un camp de prisonniers en mai 1945. Les propriétés de Radziwiłł ont toutes été perdues.

## Descendance
L'archiduchesse Renée et le prince Jérôme Radziwiłł ont eu six enfants : 
- Marie-Thérèse Radziwiłł (19 janvier 1910 - 1973)
- Dominique Radziwiłł (23 janvier 1911 - 19 novembre 1976), épousa, en premières noces, la princesse Eugénie de Grèce. Il se maria en secondes noces avec Lidia Lacey Bloodgood.
- Karol Jérôme Radziwiłł (3 mai 1912 - 27 novembre 2005), épouse d'abord Maria Luisa de Alvear y Quirno puis Maria Teresa Soto y Alderete. Il n'avait pas d'enfants.
- Albert Radziwiłł (10 mai 1914 - 23 juin 1932)
- Éléonore Radziwiłł (2 août 1918 - 21 juillet 1997); épouse d'abord le comte Benedikt Tyszkiewicz avec qui elle eut un fils. Se marie ensuite avec Roger de Froidcourt.
- Léon Jérôme Radziwiłł (28 octobre 1922 - 1973)